# Andrea Pozzoli
Andrea Pozzoli (Torino, 26 maggio 1970) è un arpista, compositore, produttore artistico e sound designer italiano.

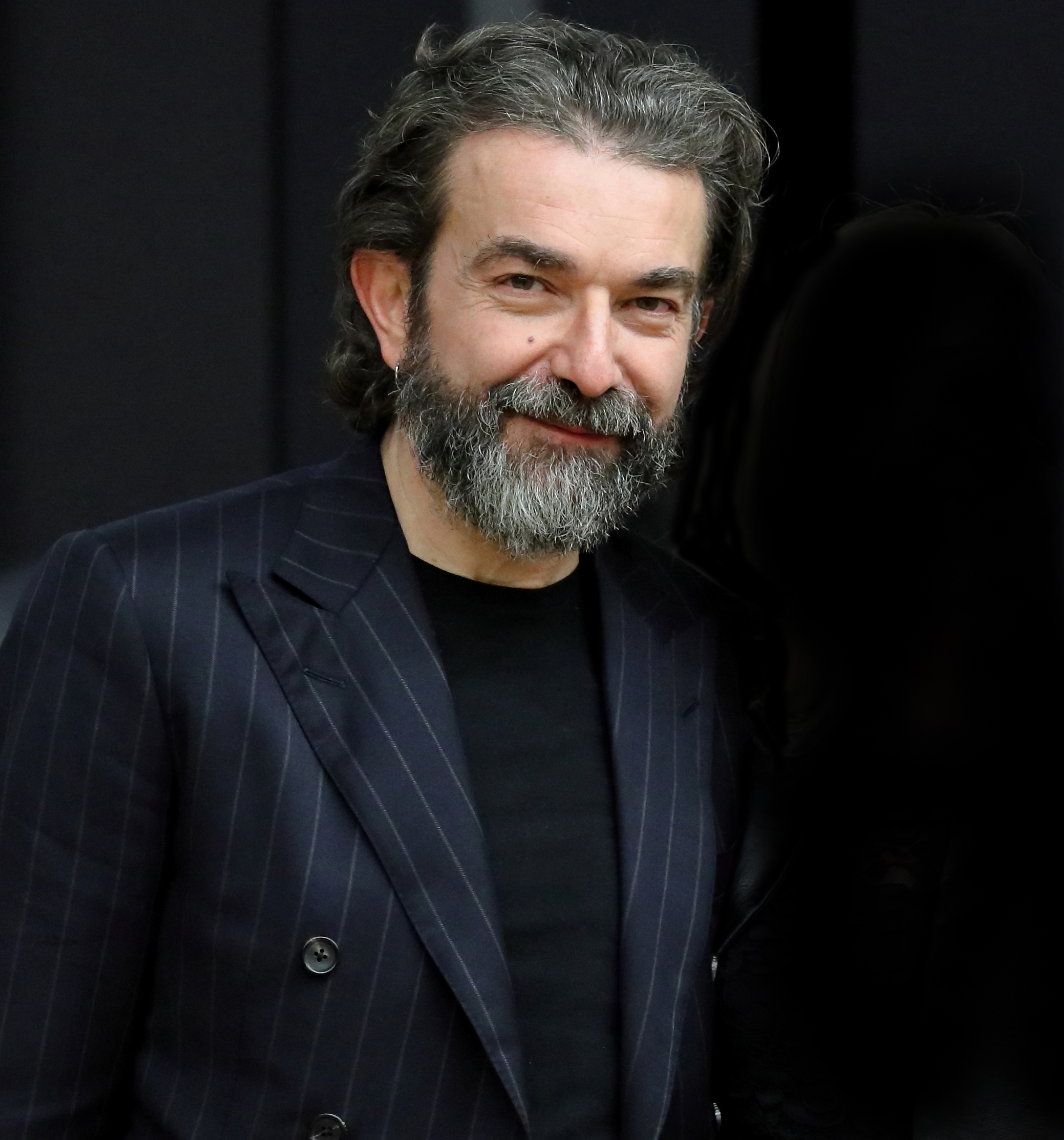
Andrea Pozzoli, musicista, arpista, compositore

Ha composto le musiche originali dello spettacolo De Natura Harmonia un’opera in musica, danza, immagini e parole. Un viaggio poetico e visionario verso il recupero dell’equilibrio perduto tra l’uomo e la natura.
È fondatore e direttore artistico di WALKING TREES human eco rock opera walkingtreeshero.com.
Suona un’arpa celtica elettrica appositamente progettata per lui dal liutaio Paolo Maria Canetta.
Ha collaborato in studio e live con Francesco de Gregori, Lucio Dalla, I Nomadi, Massimo Bubola, Celtas Cortos, Arona n’Djaye (Peter Gabriel), Tafà Cissè, Tanya Saw (Zap Mama), Secuba Bambino Djabate, Bruno Genero, Gavin Harrison, Orchestra Sinfonica Italiana (Pavarotti and Friends) 
Ha ideato insieme a Giulia Staccioli per Kataklò Athletic Dance Theatre Archiviato il 28 aprile 2019 in Internet Archive. lo spettacolo “Livingston beyond the limits” di cui ha curato la drammaturgia e composto e prodotto la Colonna Sonora originale.
Ha composto le musiche originali per lo spettacolo “Biosphera” commissionato dal Festival INteatro di Polverigi.
Ha composto le musiche originali dello spettacolo “Terra” per il Teatro Settimo di Torino.
Ha composto le musiche originali dello spettacolo “Il bambino dai pollici verdi” per la Stagione Teatrale del Teatro Pergolesi di Jesi.
Ha collaborato con L’Atlante Linguistico Italiano (Università degli Studi di Torino) per il recupero e restauro del Canzoniere in lingua d’Oc occupandosi del recupero e studio filologico delle partiture.
Ha insegnato Sound Design presso l’Istituto Europeo di Design di Torino.
Ha insegnato “musica applicata alla danza” presso il Performance Art Studio di Monaco di Baviera.
Ha vinto il Premio “Cultura di Gestione” promosso da Federculture per il progetto “Nestcity Il paese dei Nidi”, mostra itinerante di cui ha curato la sonorizzazione. Ha sonorizzato la Reggia di Stupinigi (Torino) in occasione della mostra “Fritz, un elefante a Corte”, organizzata dalla Compagnia di San Paolo. Come sound designer sonorizza numerosi eventi.
Attualmente si esibisce con la sua arpa celtica elettrica insieme a Laura Valente nel progetto 38 Chordae di cui è anche cofondatore e arrangiatore.